# Шиферка
Ши́ферка (Haplospiza) — рід горобцеподібних птахів родини саякових (Thraupidae). Представники цього роду мешкають в Мексиці, Центральній і Південній Америці.

## Таксономія і систематика
Раніше представників роду Haplospiza відносили до родини вівсянкових (Emberizidae), однак за результатами низки молекулярно-філогенетичних досліджень їх, разом з низкою інших видів, було переведено до родини саякових (Thraupidae), підродини квіткоколних (Diglossinae).

## Види
Виділяють два види:
- Шиферка парагвайська (Haplospiza unicolor)
- Шиферка андійська (Haplospiza rustica)

## Етимологія
Наукова назва роду Haplospiza походить від сполучення слів дав.-гр. ἁπλοος — прямий, рівний і σπιζα — в'юрок.